# Католицизм в Сан-Марино
Католицизм в Сан-Марино  или  Римско-Католическая Церковь в Сан-Марино  является частью всемирной Католической церкви. Католическая община в Сан-Марино интегрирована с итальянской Католической церковью. Католицизм исповедует большинство жителей Сан-Марино.

## История
В конце III — начале IV века на территории нынешней Сан-Марино жил святой Марин, который считается основателем Республики Сан-Марино. День его памяти в Католической Церкви — 3 сентября является национальным праздником Республики Сан-Марино.
До 1977 года территория Республики Сан-Марино была разделена между двумя итальянскими епархиями: епархией Монтефельтро (с IX века) и епархией Римини. В 1977 году Римский папа Павел VI объединил территорию Сан-Марино с епархий Монтефельтро и учредил новую епархию Сан-Марино-Монтефельтро с центром в городе Сан-Лео, провинция Римини. Епархия Сан-Марино-Монтефельтро вошла в архиепархию Равенна-Червии.
На территории Сан-Марино действует двенадцать католических приходов. Кафедральный собор святого Варфоломея епархии Сан-Марино-Монтефельтро находится вне территории Сан-Марино, в городе Пеннабили, Италия. В Сан-Марино есть малая базилика Сан-Марино, которая является сокафедральным собором вместе с собором святого Льва Великого в Сан-Лео.

## Источник
- AA.VV. San Marino — antica terra delle libertà, Fiorentino, Edizioni International Souvenir S.A., 1997